# Andemtenga
Pour le département, voir Andemtenga (département).
Andemtenga est une commune située dans le département de l'Andemtenga, dont elle est le chef-lieu, de la province de Kouritenga dans la région du Centre-Est au Burkina Faso.